# 看 (雜誌)
《看》雜誌（英語：Watchinese）為一本台灣雜誌，創立於2007年12月，前5年屬於雙週刊，於2013年1月轉型為月刊（每月5日出刊），定位為商業類型刊物，側重報導經濟與數位發展議題，亦經常提供關於政治、時事、全球新聞的評論分析及數位轉型、電子商務等內容。

## 觀點
《看》雜誌專注報導商業趨勢，與數位經營，在科技浪潮中陪伴創業者成長。將從創新發展、數位轉型、傳產接班等面向，剖析企業面臨的挑戰，找到新時代突圍的路線。同時提供全球政治局勢發展的評論分析，與經營者共同成長。六位專欄作家包括：台灣國際經濟金融專家陳博志、旅美中國經濟專家何清漣、香港資深評論家林保華、美籍華裔評論家曹長青、台大經濟系教授樊家忠以及財經作家林茂昌。

## 外部連結
- 看雜誌官網 （页面存档备份，存于）
- 看的Facebook專頁